# Paul Sârbu
Paul Sârbu (* 25. Juni 1957 in Caracal, Rumänien) ist ein rumänischer Lehrer, Dichter und Schriftsteller.

## Leben
Paul Sârbu absolvierte in Tulcea die pädagogische Schule (1977) und wurde Dorflehrer in Letea im Donau-Delta.
In seinen literarischen Werken greift Sârbu immer wieder abenteuerliche Ereignisse aus seiner Wahlheimat im Donau-Delta auf.
Er gab sein Debüt 1988 in der Zeitschrift "SLAST"  mit der Geschichte Gheboasa. Im folgenden Jahr begann er in der gleichen Zeitschrift, mit der Poesie von Mircea Iorgulescu.
Paul Sârbu ist seit 1999 Mitglied des rumänischen Schriftstellerverbandes (Filiale "Dobrudscha").

## Ehrungen
Für seine Tätigkeit wurden ihm mehrere Auszeichnungen zuteil:
- Festival – Poesie-Wettbewerb "Ion Minulescu" (Slatina, 1992)
- Festival – Poesie-Wettbewerb "Panait Cerna" (Tulcea, 1994)
- Festivalul naţional de poezie (Nationales Poesie-Festival) "Lucian Blaga" (Sebeş, 1994)
- Premiul pentru proză al Salonului naţional de carte "Ovidius" (2002)
- Premiul Filialei “Dobrogea” a Uniunii Scriitorilor pentru proz (2002)
- Premiul Asociaţiei Internationale a Scriitorilor și Oamenilor de Arta Romani “Liter ArtXXI” für die Jahre 2002–2003

## Werke
- Poeme. Editura Macarie, Târgovişte 1994.
- Poeme alese. Editura Macarie, Târgovişte 1996.
- Povestiri din Delta Dunării [Geschichten des Donaudeltas]. Editura Eminescu, Bucureşti 1997.
- Moartea în Deltă [Tod im Delta]. Editura Ex Ponto, Constanța 2002.
- Samka. Criterion Publishing, Norcross (USA) 2003.
- Dincolo de lume [Jenseits der Welt]. Editura Ex Ponto, Constanța 2008.